# Mirosław Okoński
Mirosław Marian Okoński (ur. 8 grudnia 1958 w Koszalinie) – polski piłkarz i trener piłkarski.
Był zawodnikiem lewonożnym. Występował głównie jako lewoskrzydłowy i rozgrywający. Uważany za jeden z największych talentów swojego pokolenia w polskiej piłce. Słynął z ponadprzeciętnego wyszkolenia technicznego. Pomimo sukcesów w drużynach klubowych, nie spełnił oczekiwań w zespole narodowym. W reprezentacji Polski wystąpił 29 razy, strzelając 2 bramki.

## Kariera klubowa
Treningi piłkarskie rozpoczynał w Gwardii Koszalin, gdzie występował w latach 1969-1977. W 1977 przeszedł do Lecha Poznań; był zawodnikiem poznańskiego klubu do 1980, ponownie 1982-1986 i w 1992. Łącznie wystąpił w 200 meczach ekstraklasy (jako piłkarz Lecha), strzelając 69 goli - po drodze zdobywając koronę króla strzelców w sezonie 1982/1983 z 15 bramkami, osiągnął trzy tytuły mistrzowskie (1983, 1984, 1993) oraz miał udział w zdobyciu dwóch Pucharów Polski (1982 – zdobywca zwycięskiego gola w finale, 1984). Jest najstarszym piłkarzem Lecha z tytułem mistrzowskim (prawie 35 lat w 1993). W plebiscycie „Gazety Wyborczej” został wybrany piłkarzem 80-lecia klubu.
W latach 1980–1982 z racji odbywania służby wojskowej reprezentował warszawską Legię (52 mecze ligowe, 15 bramek, dwa Puchary Polski – 1980, 1981). W Niemczech reprezentował barwy Hamburger SV (1986-1988), w 1987 w plebiscycie na piłkarza roku Bundesligi zajął 2. miejsce za Uwe Rahnem. Ponadto był zawodnikiem Olimpii Poznań (1992-1993), Astry Krotoszyn (1994-1995), Lipna Stęszew (1995), Klubu Piłkarskiego Poznań (2001-2002), Concordii Hamburg (1993) i FTSV Raspo Elmshorn (1993-1994). W latach 1988–1992 występował w lidze greckiej w barwach AEK-u Ateny i Korintos i zdobył mistrzostwo Grecji w 1989 roku. W rundzie wiosennej sezonu 1996/97 powrócił do macierzystego klubu – Gwardii Koszalin i rozegrał kilka spotkań na szczeblu trzecioligowym.

## Kariera reprezentacyjna
Grał w zespołach narodowych w różnych kategoriach wiekowych. W reprezentacji seniorów występował w latach 1977-1987, zaliczył 29 spotkań.
| l.p. | Data                 | Miejsce      | Przeciwnik     | Rezultat | Rozgrywki       | Grał   | Uwagi |
| ---- | -------------------- | ------------ | -------------- | -------- | --------------- | ------ | ----- |
| 1.   | 12 listopada 1977    | Wrocław      | Szwecja        | 2-1      | towarzyski      | do 46' |       |
| 2.   | 12 października 1980 | Buenos Aires | Argentyna      | 1-2      | towarzyski      | od 72' |       |
| 3.   | 25 stycznia 1981     | Tokio        | Japonia        | 2-0      | towarzyski      | do 90' |       |
| 4.   | 27 stycznia 1981     | Tokushima    | Japonia        | 4-2      | towarzyski      | od 46' |       |
| 5.   | 30 stycznia 1981     | Nagoja       | Japonia        | 4-1      | towarzyski      | 90'    |       |
| 6.   | 1 lutego 1981        | Tokio        | Japonia        | 3-0      | towarzyski      | 90'    | Gol   |
| 7.   | 24 maja 1981         | Bydgoszcz    | Irlandia       | 3-0      | towarzyski      | od 68' |       |
| 8.   | 15 listopada 1981    | Wrocław      | Malta          | 6-0      | elim. MŚ 1982   | 90'    |       |
| 9.   | 18 listopada 1981    | Łódź         | Hiszpania      | 2-3      | towarzyski      | od 73' |       |
| 10.  | 31 sierpnia 1982     | Paryż        | Francja        | 4-0      | towarzyski      | od 78' |       |
| 11.  | 23 marca 1983        | Łódź         | Bułgaria       | 3-1      | towarzyski      | od 46' | Gol   |
| 12.  | 17 kwietnia 1983     | Warszawa     | Finlandia      | 1-1      | elim. Euro 1984 | 90'    |       |
| 13.  | 28 października 1983 | Wrocław      | Portugalia     | 0-1      | elim. Euro 1984 | od 46' |       |
| 14.  | 11 stycznia 1984     | Kalkuta      | Indie          | 2-1      | towarzyski      | 90'    |       |
| 15.  | 15 stycznia 1984     | Kalkuta      | Chiny          | 1-0      | towarzyski      | 90'    |       |
| 16.  | 17 stycznia 1984     | Kalkuta      | Argentyna      | 1-1      | towarzyski      | 90'    |       |
| 17.  | 27 stycznia 1984     | Kalkuta      | Chiny          | 1-0      | towarzyski      | do 76' |       |
| 18.  | 27 marca 1984        | Zurych       | Szwajcaria     | 1-1      | towarzyski      | 90'    |       |
| 19.  | 17 kwietnia 1984     | Warszawa     | Belgia         | 0-1      | towarzyski      | do 74' |       |
| 20.  | 23 maja 1984         | Dublin       | Irlandia       | 0-0      | towarzyski      | od 68' |       |
| 21.  | 29 sierpnia 1984     | Drammen      | Norwegia       | 1-1      | towarzyski      | do 46' |       |
| 22.  | 26 września 1984     | Słupsk       | Turcja         | 2-0      | towarzyski      | od 46' |       |
| 23.  | 8 grudnia 1984       | Pescara      | Włochy         | 0-2      | towarzyski      | do 53' |       |
| 24.  | 5 lutego 1985        | Querétaro    | Meksyk         | 0-5      | towarzyski      | do 46' |       |
| 25.  | 6 lutego 1985        | Querétaro    | Bułgaria       | 2-2      | towarzyski      | od 75' |       |
| 26.  | 10 lutego 1985       | Bogota       | Kolumbia       | 2-1      | towarzyski      | od 69' |       |
| 27.  | 14 lutego 1985       | Cali         | Kolumbia       | 0-1      | towarzyski      | od 85' |       |
| 28.  | 4 września 1985      | Brno         | Czechosłowacja | 1-3      | towarzyski      | 90'    |       |
| 29.  | 12 kwietnia 1987     | Gdańsk       | Cypr           | 0-0      | elim. Euro 1988 | 90'    |       |

## Kariera trenerska
Jako trener pracował z Górnikiem Łęczyca i Czarnymi Żagań. Przez pewien czas był także trenerem napastników w Warcie Poznań oraz trenerem juniorek w Polonii Poznań.